# Antonius Bouwens
Antonius Bouwens (n. 22 mai 1876, Hunsel, Limburg, Țările de Jos – d. 28 martie 1963, Beverwijk, Olanda de Nord, Țările de Jos) a fost un trăgător de tir ce a reprezentat Regatul Țărilor de Jos, medaliat olimpic. A participat la o ediție a Jocurilor Olimpice (1900) în care a câștigat o medalie de bronz.

## Participări
Lista de mai jos prezintă principalele competiții la care a participat Antonius Bouwens de-a lungul carierei.
- shooting at the 1900 Summer Olympics – men's 50 metre team pistol[*]